# Billy Harris (Tennisspieler)
Billy Harris (* 25. Januar 1995 in Nottingham) ist ein britischer Tennisspieler aus England.

## Karriere
Harris spielte bis 2013 auf der ITF Junior Tour. In der Jugend-Rangliste erreichte er mit Rang 139 seine höchste Notierung. Sein einziges Grand-Slam-Turnier spielte er als Junior in Wimbledon, wo er im Einzel die zweite Runde erreichte.
Bei den Profis spielte Harris 2013 und 2014 jeweils ein Turnier, regelmäßiger spielte er 2015, als er sich auch erstmals in die Tennisweltrangliste platzierte und im Doppel auf der ITF Future Tour, auf der er hauptsächlich spielte, seine ersten zwei Titel gewann. Er stand am Jahresende auf Platz 729. Im Einzel schaffte es Harris 2017 dreimal ins Future-Halbfinale, womit er am Jahresende in den Top 800 stand, im Doppel gewann er zeitgleich seinen dritten Titel. 2020 gewann er den vierten Titel im Doppel, während er Ende des Jahres erstmals ein Endspiel im Einzel erreichte.
2021 steigerte sich Harris besonders im Einzel. Sechsmal stand er dort im Finale und viermal behielt er dort die Oberhand; im Doppel kamen drei Titel hinzu. Am Jahresende hatte er im Ranking jeweils sein bestes Jahr (Platz 547 im Einzel und 604 im Doppel). 2022 konnte er daran anknüpfen und im Einzel ein M25-Turnier der Future Tour gewinnen, das eine höhere Wertung hat und womit er in bis kurz vor die Top 350 aufstieg und damit genug Punkte hatte, um auch an Turnieren der ATP Challenger Tour teilzunehmen. Bei seinem ersten Turnier der Kategorie in Francaville konnte er auch seinen ersten Sieg verbuchen. In Indianapolis stand er erneut in der zweiten Runde, nachdem er die Nummer 105 J. J. Wolf besiegt hatte. Das beste Einzelresultat erzielte er in Nonthaburi, als er im Viertelfinale stand. Sein Karrierehoch von Rang 290 erklomm er im Oktober 2022. Im Doppel zog er in Surbiton das erste Mal ins Halbfinale ein, zwei Monate später gewann er mit Kelsey Stevenson überraschend das Turnier von Winnipeg, was ihn in der Weltrangliste des Doppels auf Rang 317 führte.

## Erfolge
| Legende (Anzahl der Siege) |
| Grand Slam                 |
| ATP Finals                 |
| ATP Tour Masters 1000      |
| ATP Tour 500               |
| ATP Tour 250               |
| ATP Challenger Tour (1)    |

### Doppel

#### Turniersiege
| Nr. | Datum         | Turnier  | Belag     | Partner          | Finalgegner                   | Ergebnis          |
| --- | ------------- | -------- | --------- | ---------------- | ----------------------------- | ----------------- |
| 1.  | 30. Juli 2022 | Winnipeg | Hartplatz | Kelsey Stevenson | John-Patrick Smith Max Schnur | 2:6, 7:69, [10:8] |